# Suris
Suris korábbi község Franciaországban, Charente megyében. Lakosainak száma 250 fő (2018. január 1.). Suris Exideuil-sur-Vienne, Genouillac, Lésignac-Durand, Roumazières-Loubert, La Péruse és Saint-Quentin-sur-Charente községekkel határos.
2019. január 1-jén négy másik korábbi községgel egyesült és az így létrejött Terres-de-Haute-Charente új község része lett.

## Népesség
A település népessége az elmúlt években az alábbi módon változott:
| Lakosok száma | 365  | 329  | 311  | 272  | 273  | 285  | 264  | 259  | 250  | 250  |
|               | 1968 | 1975 | 1982 | 1999 | 2006 | 2011 | 2013 | 2016 | 2017 | 2018 |